# Sky Tower (Breslau)
Der Sky Tower in Breslau ist ein dreiteiliges Hochhaus in Polen. Er wurde in den Jahren von 2007 bis 2012 erbaut. Die Dachhöhe beträgt 205,82 m und die Gesamthöhe 212,0 m (ursprüngliche geplant waren 258,0 m). Auf der 49. Etage gibt es einen öffentlich zugänglichen Aussichtspunkt.

## Technische Daten
Der Sky Tower Komplex besteht aus:

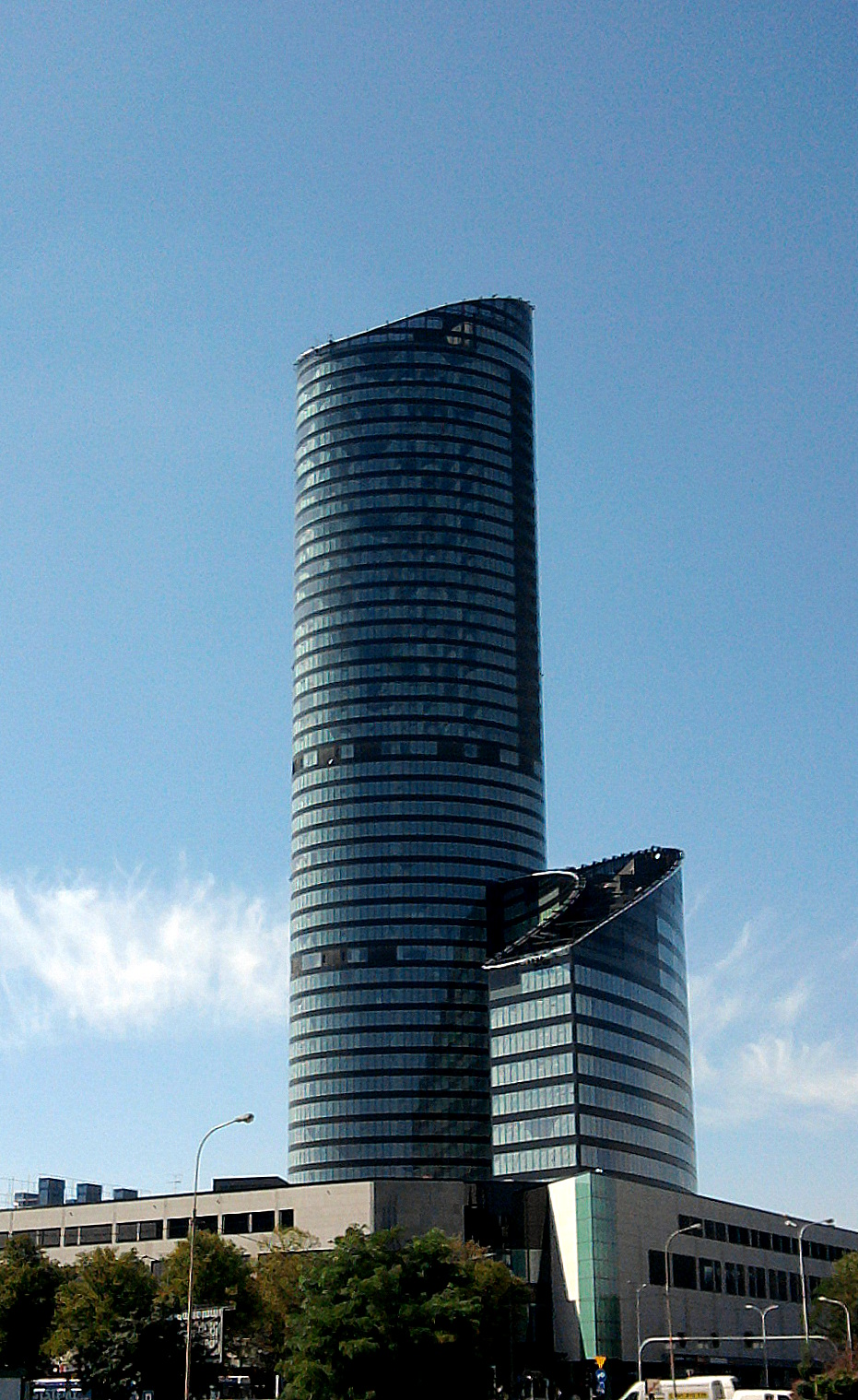
Ansicht des Sky Towers von der Radosna-Straße

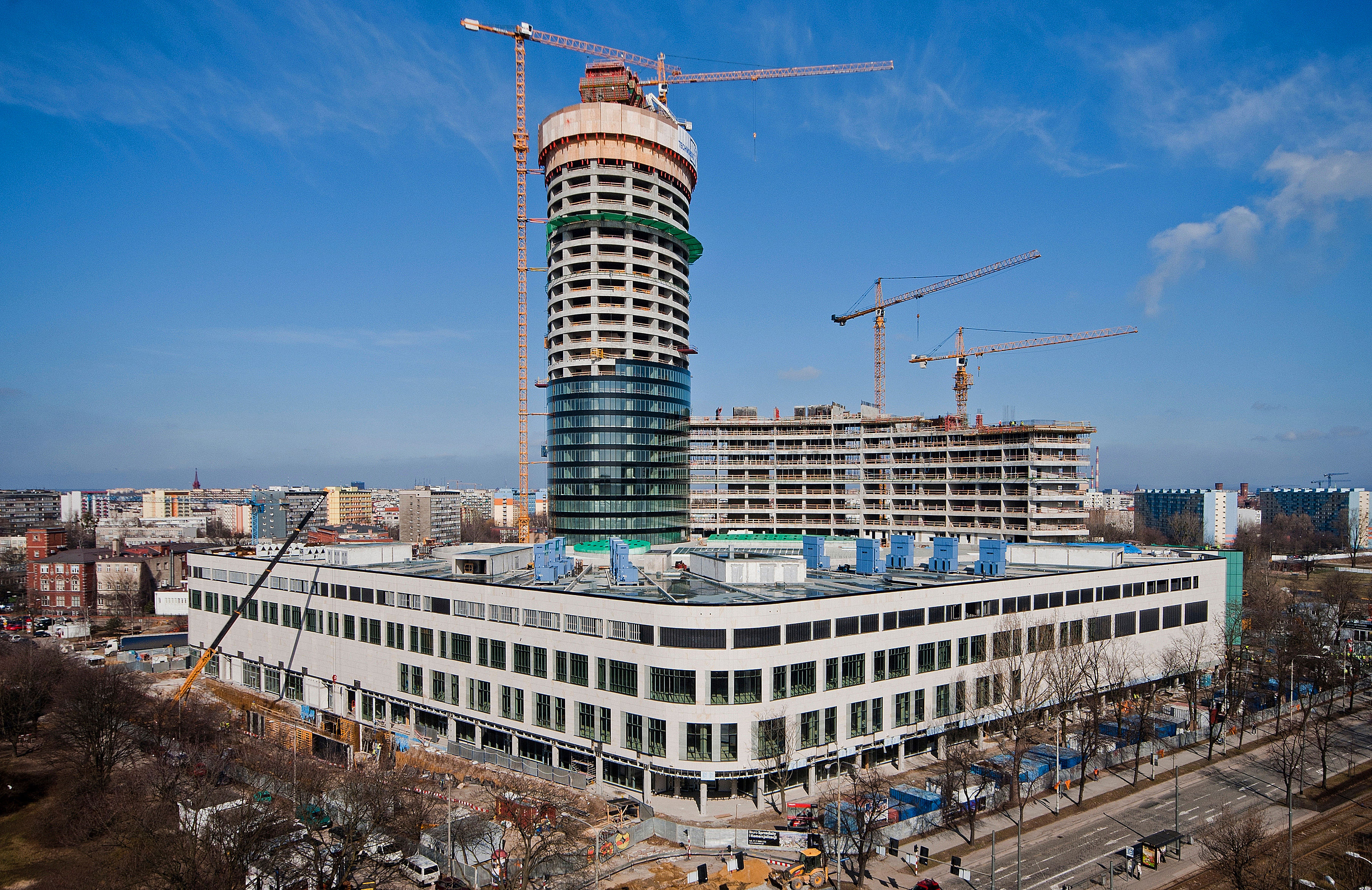
Der Turm war im März 2011 noch im Bau.

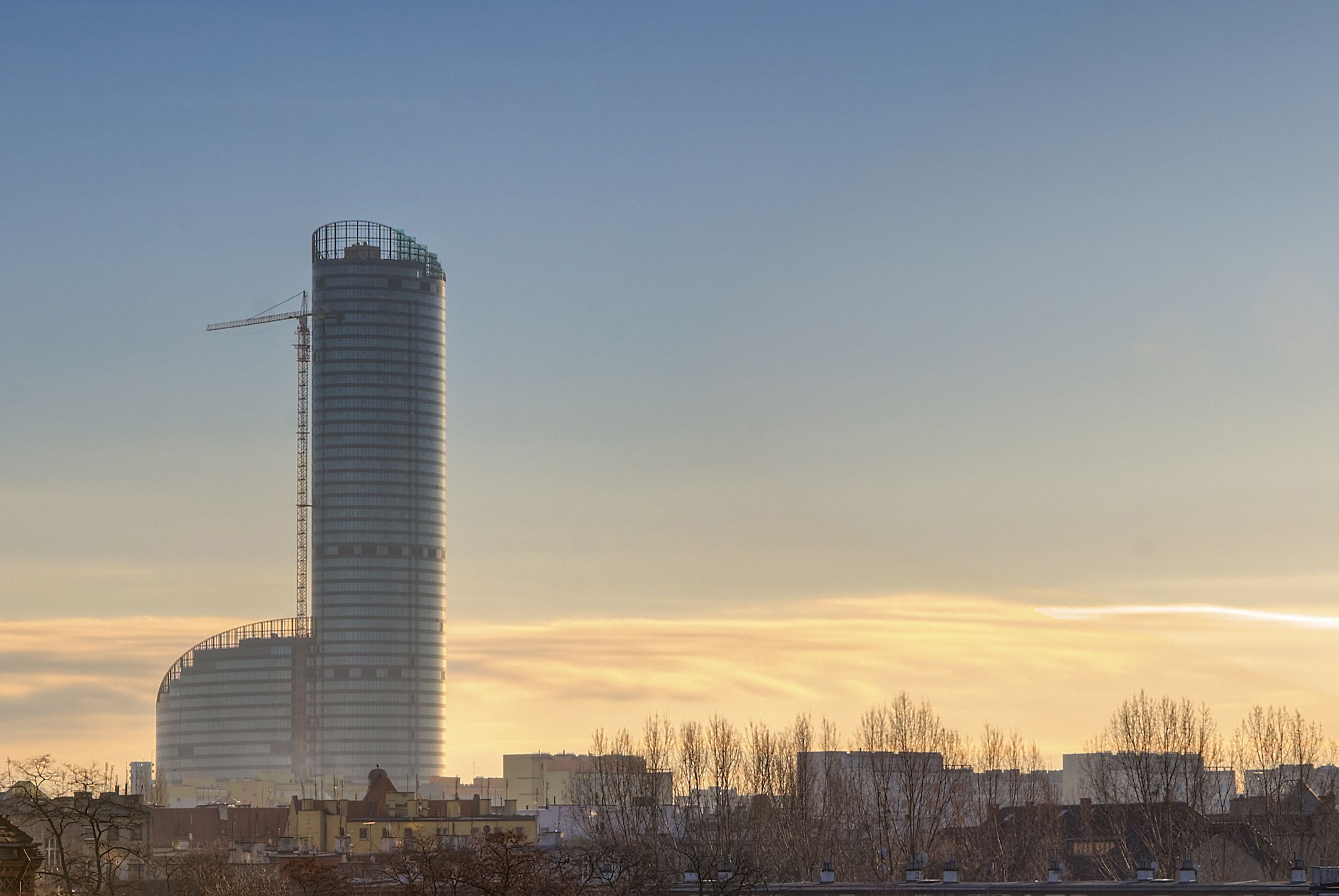
Sky Tower im Januar 2012

- Hochhaus 1 (Turm) – 212,0 m; Dachhöhe 205,82 m
- Hochhaus 2 (Segel) – 92,0–54,0 m
- Podest (Einkaufspassage) – 19,0 m
- Anzahl der Appartements – 236